# 皮塞克縣
49°18′30″N 14°08′51″E / 49.30833°N 14.14750°E

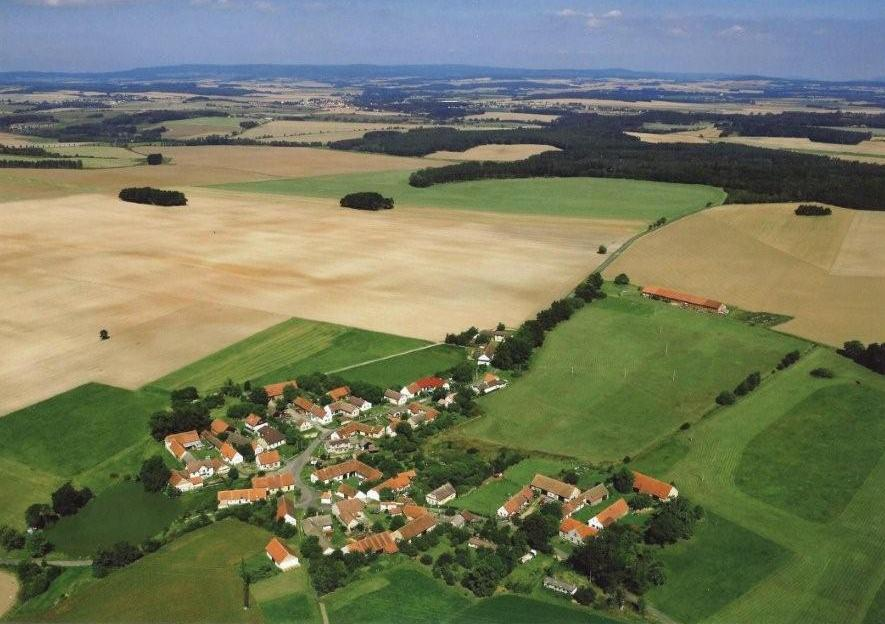

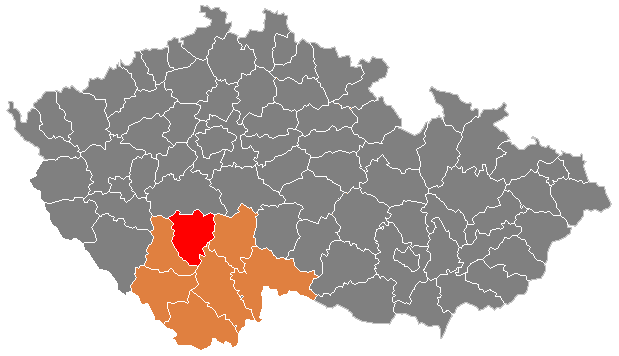

皮塞克縣（捷克語：Okres Písek），是捷克的縣份，位於該國南部，由南波希米亞州負責管轄，首府設於皮塞克，面積1,127平方公里，2007年人口92,752，人口密度每平方公里70人。